# ماسالوچیا
ماسالوچیا (به ایتالیایی: Mascalucia) یک کومونه در ایتالیا است که در استان کاتانیا واقع شده‌است.

## خصوصیات
ماسالوچیا ۱۶٫۲ کیلومترمربع مساحت و ۲۶٬۰۶۸ نفر جمعیت دارد و ۴۲۰ متر بالاتر از سطح دریا واقع شده‌است.